# Paul Henry Walsh
Paul Henry Walsh OP (* 17. August 1937 in Brooklyn; † 18. Oktober 2014) war ein US-amerikanischer Geistlicher und Weihbischof in Rockville Centre.

## Leben
Paul Henry Walsh absolvierte einen Bachelor-Abschluss am Providence College in Rhode Island und trat der Ordensgemeinschaft der Dominikaner bei. Er studierte Philosophie und Theologie an den Ordenshochschulen in Dover und in Washington, D.C. Am 16. August 1963 legte er die  Profess ab und empfing am 9. Juni 1966 die Priesterweihe. Er wurde am 13. Dezember 1984 in den Klerus des Bistums Rockville Centre inkardiniert und war in der Seelsorge auf Long Island tätig. 
Papst Johannes Paul II. ernannte ihn am 3. April 2003 zum Weihbischof in Rockville Centre und Titularbischof von Abthugni. Die Bischofsweihe spendete ihm am 29. Mai 2003 in der St. Agnes-Kathedrale der Bischof von Rockville Centre, William Francis Murphy; Mitkonsekratoren waren die Weihbischöfe John Charles Dunne und Emil Aloysius Wcela aus Rockville Centre. Er war Bischofsvikar für den westlichen Teil des Bistums sowie Pfarrer der Gemeinde Königin des heiligen Rosenkranzes in Roosevelt.
Am 17. August 2012 nahm Papst Benedikt XVI. seinen altersbedingten Rücktritt an.